# Csáky Miklós (erdélyi vajda)
Körösszegi Csáky Miklós (? – Kőrös, 1426) főúr, erdélyi vajda, számos vármegye főispánja.

## Család származása
Csákyak egy Árpád-kori nemzetségből – a Zsidó nemből – származtak. Ősi birtokaik a korabeli dokumentumok alapján Pest és Nógrád megyékben voltak. Egyik központjuk a mai Vácegres környékén terültek el. A legutolsó kutatási adatok alapján nincs közük a Csák nemzetséghez.

## Élete
A család hatalmát Miklós alapozta meg. Első birtokadományát 1393-ban kapta Zsigmond magyar királytól. Kiváló katona volt, ezért is kapta a királytól a temesvári várnaggyá való kinevezést. Ekkor fogalmazódott meg Zsigmond királyban a növekvő török veszedelem következtében, hogy a temesi ispáni tisztség legyen a déli védelem egyik kulcsfontosságú pozíciója. Eredményes katonai akciói után folyamatosan megkapta a békési, bihari, csongrádi, kevei, Krassó vármegye és zarándi úgymint Zaránd vármegye ispáni tisztet, ezzel szinte egy fél országnyi rész került a család irányítása alá. A birtokadományozás eredményes katonáskodást kívánt Miklóstól, szinte egyfolytában háborúzott. Részt vett az 1395-ös moldvai hadjáratban, ahol Zsigmond fő célja a magyar királyságnak ebben az övezetben fenntartsa a befolyását és ne engedje a lengyel királyság fennhatóságát. Prokopp morvaországi őrgróf ellen többször került összetűzésbe Zsigmond és a hadjárat vezetését Csáky Miklósra bízta a király. A hadjárat célja a felvidéki várak megmentése volt és a sikeres hadjárat áttevődött Morvaországba. 1397-ben Temes és Bihar vármegyék főispánja volt.
A család egyik legjelentősebb adománya a Temes vármegyei Csákvára volt, amely kisebb cserék után 1401-től véglegesen a család birtokába jutott. Nagy valószínű, hogy a család ezt a helyet szerette a legjobban, mert későbbiekben a család innen vette a nevét is. A család 1396-ban kapta meg a bihari Körösszeg várát, amely a későbbiekben a család nemesi előnevét adta.
1402–1403 között Csáky Miklós és Marcali Miklós közösen látták el az erdélyi vajda funkcióját. Miután az erdélyi vajdák állandó harcban álltak, ezért döntött Zsigmond király a kettős kinevezés mellett. 1403-ban csatlakozott ahhoz a Zsigmond elleni lázadáshoz, amelyet a Kanizsaiak indítottak és később Csáky Miklós lett a király elleni zendülés egyik vezére. Miután a lázadás elbukott, de a Garaiak támogatásával bocsánatot nyertek a hűtlenségért.
1408-ban tagja lett a király legszűkebb tanácsadói körének, akik a Sárkány Lovagrend társaságot hozták létre. A rend jelképe a farkával önmagát megfojtó sárkány, azaz az önmagát feláldozó sárkány. A társaságot 1408. december 12-i oklevéllel Zsigmond és Borbála királyné alapította. De nemcsak Miklós, hanem György nevű öccse is elnyerte a király teljes bizalmát, jelentős érdemeket és birtokadományt szerzett. Ő is részt vett nagyon sok katonai akcióban, és 1402-ben a jelentős hatalommal járó székely ispáni tisztségbe került. Ebben az időszakban Zsigmond annyira megbízott bennük, hogy szinte az egész Kelet-Magyarország irányítását rájuk bízta.
1415-től 1426-ig (haláláig) újra erdélyi vajda volt. Halála után a fia Csáky László töltötte be ugyanezt a funkciót és közel olyan hosszú ideig mintegy 11 évig.